# وست مرین
وست مرین (انگلیسی: West Marine) شرکت عمده‌فروشی آمریکایی است، که در سالذ۱۹۶۸ تأسیس شد.